# 大槻竜也
大槻 竜也（おおつき りゅうや、1970年5月2日 - ）は、日本のバレーボール選手である。NECブルーロケッツ（現在は廃部）に所属していた。現在は母校の板橋区立上板橋第一中学校にて外部指導員として指導している。

## 所属チーム
- 板橋区立上板橋第一中学校
- 東亜学園高等学校
- 東海大学
- NECブルーロケッツ（1993-1998年）

## 参考
- 「月刊バレーボール」1997年1月号臨時増刊 第3回Vリーグ観戦徹底ガイドブック 8ページ